# Dirk Christiaan Hesseling
Dirk Christiaan Hesseling, né le 15 juillet 1859 à Amsterdam et mort le 6 avril 1941 à Wassenaar, est un linguiste et philologue néerlandais, professeur à l'université de Leyde,  helléniste spécialiste de grec byzantin et moderne, pionnier des études de créolistique.

## Biographie

### Formation
Dirk Christiaan Hesseling, né dans une famille aisée de commerçants, suit d'abord des études dans une école de commerce, puis choisit avec l'accord de sa famille d'entreprendre des études de philologie classique à l'université de Leyde à partir de 1878. Il obtient son doctorat en 1886 avec une thèse intitulée De usu coronarum apud Graecos (Sur l'usage des couronnes chez les Grecs), à orientation linguistique et archéologique sous la direction de Carel Gabriel Cobet (de). Il enseigne pendant huit ans dans un lycée de Delft ; il épouse Anna Hendrika Salverda de Grave le 12 août 1886 à La Haye ; ils ont deux enfants.
À la suite d'un voyage en Grèce et de la lecture du récit de voyage de Jean Psichari, Mon voyage (Το ταξίδι μου, 1888), il choisit d'abandonner l'enseignement pour se consacrer à la recherche. En 1890, il s'installe à Paris avec sa famille, suit les cours de langue et littérature grecques modernes d'Émile Legrand à l'École des langues orientales et ceux de Jean Psichari à l'École pratique des hautes études ; l'un de ses condisciples est Hubert Pernot, d'une dizaine d'années son cadet, avec lequel il collaborera à plusieurs reprises par la suite.

### Carrière universitaire
Hesseling est nommé Privaatdocent en 1893 puis en 1907 buitengewoon hoogleraar (professeur extraordinaire) de langue et littérature byzantine et néo-grecque à l'université de Leyde où il enseigne jusqu'en 1929 ; il occupe ainsi la première chaire de grec moderne aux Pays-Bas. Le titre de sa leçon inaugurale porte sur De Betekenis van het Nieuwgrieks voor de geschiedenis der Griekse taal en der Griekse letterkunde (L'importance du grec moderne pour l'histoire de la langue et de la littérature grecques),.
En 1902, Hesseling est élu membre de l'Académie royale néerlandaise des arts et des sciences à Amsterdam et de la Maatschappij der Nederlandsche Letterkunde (Société de littérature néerlandaise) à Leyde ; il participe à la rédaction du Tijdschrift voor Nederlandse Taal- en Letterkunde (Revue de la langue et de la littérature néerlandaises).
Il est l'un des fondateurs de l'Association pour la simplification de l'orthographe néerlandaise (Vereniging tot vereenvoudiging van onze schrijftaal) ; plusieurs de ses propositions ont été intégrées dans la graphie moderne du néerlandais.
Il prend sa retraite en 1929 (Sophie Antoniadis lui succède à la chaire de grec moderne) et s'installe à Wassenaar, près de Leyde où il meurt le 6 avril 1941.

## Travaux et publications
Dirk Christiaan Hesseling a mené ses recherches dans deux domaines : la langue, la littérature et la culture byzantines et néo-grecques ; les langues créoles et le processus de créolisation des langues.
Dans le domaine de la littérature grecque, il publie des éditions et traductions d'auteurs et de textes, tels que le Digénis Akritas, un  poème épique byzantin du début du XIIe siècle, ou les poèmes du byzantin Théodore Prodrome du XIIe siècle, des études sur le mythe de Charon ou la Bible en grec (Hubert Pernot indique à propos de leurs travaux sur les Évangiles : « Il nous était apparu de plus en plus que ces textes, longtemps considérés comme du grec ancien, demandent à être étudiés à la
lumière du grec moderne et que toute une méthode doit être changée radicalement »), ainsi que des études sur la civilisation byzantine.
Hesseling en est venu à ses recherches en créolistique en s'interrogeant sur le passage du grec ancien au grec moderne : est-ce une évolution à partir d'un seul dialecte, l'attique, ou un mélange de différentes influences ? Il est le fondateur de la linguistique historique de l'afrikaans en tant que discipline. Son article de 1897, Het Hollandsch in Zuid-Afrika, est le premier à proposer une théorie globale de la genèse de l'évolution de cette langue en Afrique du Sud ; il la développe dans son ouvrage Het Afrikaansch publié en 1899 et réédité en 1923 : l'afrikaans serait né d'un processus de créolisation et il désigne le créole portugais, une lingua franca mêlant portugais et malais, parlé par les esclaves arrivés au Cap entre 1658 et 1685 et utilisé également par leurs maîtres, comme le principal facteur de la formation de l'afrikaans à partir du néerlandais familier du XVIIe siècle, au point de le modifier tant sur le plan lexical que grammatical. Cette approche a été contestée ; en 1916, Daniël Brink Bosman, dans sa thèse de doctorat publiée sous le titre Afrikaans en Maleis-Portugees, la réfute sur le plan linguistique et social ; la théorie de Hesseling n'est plus considérée comme correcte,,. Hesseling publie également en 1905 Het Negerhollands der Deense Antillen. Bijdrage tot de geschiedenis der Nederlandse taal in Amerika, la première étude sur les variétés du néerlandais dans les îles Caraïbes, le Negerhollands (en) ou Negro-Dutch,. Il correspond avec le linguiste allemand Hugo Schuchardt, spécialiste du basque et des dialectes, notamment les pidgins, les créoles et la lingua franca.

### Langue et littérature grecques
- (la) De usu coronarum apud Graecos capita selecta, Leyde, Brill, 1886 (lire en ligne ).
- « Istambol », Revue des Études Grecques, t. 3, no 10,‎ 1890, p. 189-196 (lire en ligne ).
- « Essai historique sur l’infinitif grec », dans Jean Psichari (dir), Études de philologie néo-grecque. Recherches sur le développement historique du grec, Paris, É. Bouillon, 1892 (lire en ligne ), p. 1–44.
- (en) « On waxen tablets with fables of Babrius », Journal of Hellenic studies, no 13,‎ 1892-1893, p. 293-314.
- (de) Charos. Ein Beitrag zur Kenntnis des Neugriechischen Volksglaubens, Leyde, S. C. Van Doesburgh, 1897.
- Les cinq livres de la loi (le Pentateuque). Traduction en néo-grec publiée en caractères hébraïques à Constantinople en 1547, transcrite et accompagnée d'une introduction, d'un glossaire et d'un facsimile, Leyde, C. van Doesburgh, 1897 (lire en ligne ).
- (nl) Byzantium. Studien over onze beschaving na de stichting van Konstantinopel, Haarlem, H. D. Tjeenk Willink & zoon, 1902.
  - Essai sur la civilisation byzantine ; traduction française autorisée par l'auteur avec préface par Gustave Schlumberger, Paris, A. Picard et fils, 1907, 381 p. (lire en ligne).
- Les mots maritimes empruntés par le grec aux langues romanes, Amsterdam, Johannes Müller, 1903, 38 p. (lire en ligne).
- (nl) Uit Byzantium en Hellas, Haarlem, H.D. Tjeenk Willink & zoon, 1911, 237 p.
- « ΕΡΚΟΣ ΟΔΟΝΤΩΝ », Revue des Études Grecques, t. 29, nos 133-134,‎ juillet-septembre 1916, p. 275-280 (lire en ligne ).
- Le Roman de Phlorios et Platzia Phlore, Amsterdam, Johannes Müller, 1917, 121 p.
- L'Achilléide byzantine publiée avec une introduction, Amsterdam, Johannes Müller, 1919, 150 p.
- Histoire de la littérature grecque moderne, Paris, Les Belles lettres, coll. « Collection de l’Institut Néo-Hellénique » (no 1), 1924, 180 p. (traduction en français par Nicolette Pernot, épouse de Hubert Pernot)
- La plus ancienne rédaction du poème épique sur Digénis Akritas, Amsterdam, Koninklijke Akademie van wetenschappen, 1927, 22 p.
- Morceaux choisis du Pré spirituel de Jean Moschos. Avec un aperçu sur l'auteur, une introduction à l'étude de la Koiné, une traduction, Paris, Les Belles Lettres, coll. « Collection de l'Institut néo-hellénique de l'Université de Paris » (no 9), 1931, 135 p.
- (nl) De Kolleges van Epictetus. Naar aanteekeningen van Flavius Arrianus, Haarlem, H.D. Tjeenk Willink, 1931.
- « Le Charon byzantin », Neophilologus, vol. 16, no 2,‎ 1931, p. 131-136.
- (nl) « Hip(p)okras », Tijdschrift voor Nederlandse Taal- en Letterkunde,‎ 1936, p. 41-42 (lire en ligne ).
- avec Hubert Pernot :
  - Poèmes prodromiques en grec vulgaire, Amsterdam, J. Müller, 1910, 276 p. (édition des poèmes de Théodore Prodrome, XIIe siècle).
  - Ερωτοπαίγνια – Chansons d’amour. Publiées d’après un manuscrit du XVe siècle, avec une traduction, une étude critique sur les Ekatologa (Chanson des cent mots), des observations grammaticales et un index, Paris, H. Welter (collection : Bibliothèque grecque vulgaire, X), 1913, XXXVI-189 p. Lire en ligne.
  - Chrestomatie néo-hellénique, Paris, Les Belles Lettres, 1925, 219 p.

### Créolistique
- (nl) « Het Hollandsch in Zuid-Afrika », De Gids, no 61,‎ 1897, p. 138–162.
- (nl) Het Afrikaansch. Bijdrage tot de geschiedenis der Nederlandsche taal in Zuid-Afrika, Leyde, Brill, 1899 ; réédition en 1923.
- (nl) « Het Negerhollands der Deense Antillen », De Gids, no 69,‎ 1905, p. 283-306.
- (nl) Het Negerhollands der Deense Antillen. Bijdrage tot de geschiedenis der Nederlandse taal in Amerika, Leyde, Sijthoff, 1905, 290 p. ; réédition en 1929 Lire en ligne.
- (nl) « Papiaments en Negerhollands », Tijdschrift voor Nederlandsche Taal- en Letterkunde, no 52,‎ 1933, p. 265-288.
- (en) T. L. Markey (traducteur) et Paul T. Roberge (traducteur), On the origin and formation of creoles: A miscellany of articles by D. C. Hesseling, Karoma Publishers, 1979[11].